# 권민호 (축구 선수)
권민호(1999년 3월 15일 ~ )은 대한민국의 축구 선수이다. 포지션은 수비수이다.